# IAAF World Relays 2014
Die 1. IAAF World Relays (inoffiziell auch als 1. Staffel-Weltmeisterschaften bezeichnet) fanden am 24. und 25. Mai 2014 im Thomas Robinson Stadium in Nassau statt.

## Wettbewerbe und Qualifikationsstandards
Bei den erstmals von der IAAF ausgetragenen World Relays fanden Wettkämpfe in fünf Disziplinen, jeweils bei den Männern und Frauen statt. Darunter die olympischen Distanzen 4 × 100 und 4 × 400 Meter, sowie die eher selten ausgetragenen Disziplinen 4 × 200, 4 × 800 und 4 × 1500 Meter.
Die Sieger der Disziplinen waren keine offiziellen Weltmeister. Weltmeister über 4 × 100 und 4 × 400 Meter blieben also die Gewinner der Weltmeisterschaften 2013 in Moskau. Statt eines Medaillenspiegels wurde ein Punktesystem verwendet, um disziplinenübergreifend eine Reihenfolge der teilnehmenden Nationen zu ermitteln. Die Gewinner-Nation erhielt den Golden Baton.
Für die beiden olympischen Strecken legte die IAAF im Voraus Qualifikationsrichtlinien fest, für die 4 × 100-m-Staffel waren bei den Männern 38,90 s und bei den Frauen 43,80 s zur direkten Qualifikation erforderlich, für die 4 × 400-m-Staffel bei den Männern 3:04,10 min und bei den Frauen 3:33,00 min. Der Qualifikationszeitraum erstreckte sich vom 1. Januar 2013 bis zum 12. Mai 2014. Sollte eine Maximalanzahl von 24 teilnehmenden Teams je Disziplin dadurch noch nicht erreicht worden sein, wurden weitere Teams nach den Bestenlisten der IAAF zu den Wettkämpfen eingeladen.
Die jeweils ersten acht Teams über 4 × 100 und 4 × 400 Meter waren direkt für die Leichtathletik-Weltmeisterschaften 2015 in Peking qualifiziert.
Für die übrigen Disziplinen wurden keine Qualifikationsnormen festgelegt, die höchstmögliche Anzahl an teilnehmenden Mannschaften betrug auch hier 24 je Disziplin.

## Teilnehmende Nationen
Aufgrund der oben genannten Qualifikationsstandards entsandten 43 nationale Leichtathletikverbände insgesamt 589 weibliche und männliche Athleten zu den Weltmeisterschaften.
Liste der teilnehmenden Nationen:
| - Amerikanische Jungferninseln (5) - Äthiopien (10) - Australien (30) - Bahamas (28) - Bahrain (5) - Barbados (6) - Belgien (5) - Bermuda (4) - Brasilien (25) - Britische Jungferninseln (5) - Volksrepublik China (10) - Deutschland (17) - Dominikanische Republik (10) - Frankreich (28) - Großbritannien (24) | - Italien (5) - Jamaika (38) - Japan (17) - Cayman Islands (5) - Kanada (20) - Katar (4) - Kenia (28) - Kuba (8) - Mexiko (9) - Niederlande (6) - Nigeria (21) - Papua-Neuguinea (15) - Polen (25) - Puerto Rico (8) - Rumänien (6) | - Russland (14) - Saudi-Arabien (6) - Schweiz (7) - Slowakei (5) - Spanien (15) - St. Kitts und Nevis (5) - Südkorea (5) - Trinidad und Tobago (23) - Turks- und Caicosinseln (5) - Uganda (5) - Ukraine (5) - Venezuela (5) - Vereinigte Staaten (56) |

## Abkürzungen
| - WR: Weltrekord - CR: Weltmeisterschaftsrekord (engl. Championship Record) - AR: Kontinentalrekord (engl. area record) - NR: nationaler Rekord - WJ: Juniorenweltrekord | - WL: Weltjahresbestleistung - SB: Saisonbestleistung - DQ: disqualifiziert - DNF: Wettkampf nicht beendet (engl. did not finish) - DNS: nicht am Start (engl. did not start) |

## Männer

### 4 × 100 m Staffel
| Platz | Land                   | Athleten                                                                                           | Zeit (s) |
| ----- | ---------------------- | -------------------------------------------------------------------------------------------------- | -------- |
| 1     | Jamaika                | Nesta Carter Nickel Ashmeade Julian Forte Yohan Blake Im Vorlauf: Kemar Bailey-Cole, Andrew Fisher | 37,77    |
| 2     | Trinidad und Tobago    | Keston Bledman Marc Burns Rondel Sorrillo Richard Thompson                                         | 38,04 SB |
| 3     | Vereinigtes Königreich | Richard Kilty Harry Aikines-Aryeetey James Ellington Dwain Chambers Im Vorlauf: Daniel Talbot      | 38,19    |
| 4     | Brasilien              | Bruno de Barros Jefferson Lucindo Aldemir da Silva Júnior Jorge Vides                              | 38,40    |
| 5     | Japan                  | Kazuma Ōseto Kei Takase Yoshihide Kiryu Shōta Iizuka                                               | 38,40 SB |
| 6     | Kanada                 | Gavin Smellie Dontae Richards-Kwok Jared Connaughton Justyn Warner                                 | 38,55    |
| 7     | Deutschland            | Aleixo-Platini Menga Lucas Jakubczyk Julian Reus Martin Keller                                     | 38,69    |
|       | Frankreich             | Arnaud Remy Jimmy Vicaut Ben Bassaw Christophe Lemaitre                                            | DNS      |

Datum: 25. Mai

### 4 × 200 m Staffel
| Platz | Land                | Athleten                                                                                          | Zeit (min) |
| ----- | ------------------- | ------------------------------------------------------------------------------------------------- | ---------- |
| 1     | Jamaika             | Nickel Ashmeade Warren Weir Jermaine Brown Yohan Blake Im Vorlauf: Rasheed Dwyer, Jason Livermore | 1:18,63 WR |
| 2     | St. Kitts und Nevis | Antoine Adams Lestrod Roland Brijesh Lawrence Allistar Clarke                                     | 1:20,51 NR |
| 3     | Frankreich          | Christophe Lemaitre Yannick Fonsat Ben Bassaw Ken Romain                                          | 1:20,66 AR |
| 4     | Barbados            | Ramon Gittens Levi Cadogan Andrew Hinds Fallon Forde Im Vorlauf: Shane Brathwaite                 | 1:21,88 NR |
| 5     | Kenia               | Stephen Barasa Carvin Nkanata Tony Kipruto Chirchir Walter Michuki Moenga                         | 1:22,35 NR |
| 6     | Bahamas             | Blake Bartlett Adrian Griffith Wesley Neymour Andretti Bain                                       | 1:23,19    |
| 7     | Volksrepublik China | Chen Shiwei Xie Zhenye Yang Yang Mo Youxue                                                        | 1:25,83    |
|       | Vereinigte Staaten  | Maurice Mitchell Curtis Mitchell Ameer Webb Wallace Spearmon Im Vorlauf: Isiah Young              | DQ         |

Datum: 24. Mai

Die deutsche Staffel kam im zweiten Vorlauf nach einem Übergabefehler nicht ins Ziel.

### 4 × 400 m Staffel
| Platz | Land                   | Athleten                                                                                               | Zeit (min) |
| ----- | ---------------------- | --- | ---------- |
| 1     | Vereinigte Staaten     | David Verburg Tony McQuay Christian Taylor LaShawn Merritt Im Vorlauf: Clayton Parros, Torrin Lawrence | 2:57,25 CR |
| 2     | Bahamas                | LaToy Williams Demetrius Pinder Chris Brown Michael Mathieu Im Vorlauf: Ramon Miller                   | 2:57,59 SB |
| 3     | Trinidad und Tobago    | Lalonde Gordon Renny Quow Machel Cedenio Jarrin Solomon                                                | 2:58,34 NR |
| 4     | Vereinigtes Königreich | Michael Bingham Conrad Williams Nigel Levine Martyn Rooney                                             | 3:00,32 SB |
| 5     | Kuba                   | William Collazo Raidel Acea Adrian Chacón Yoandys Lescay                                               | 3:00,61 SB |
| 6     | Venezuela              | Arturo Ramírez Alberth Bravo José Meléndez Freddy Mezones                                              | 3:01,44 SB |
| 7     | Brasilien              | Pedro Luiz de Oliveira Wagner Cardoso Anderson Henriques Jonathan da Silva Im Vorlauf: Hugo de Sousa   | 3:03,87    |
| 8     | Jamaika                | Dane Hyatt Chumaine Fitten Omar Johnson Edino Steele Im Vorlauf: Javere Bell, Rusheen McDonald         | 3:10,23    |

Datum: 25. Mai

### 4 × 800 m Staffel
| Platz | Land               | Athleten                                                                       | Zeit (min) |
| ----- | ------------------ | ------------------------------------------------------------------------------ | ---------- |
| 1     | Kenia              | Ferguson Cheruiyot Rotich Sammy Kibet Kirongo Job Koech Kinyor Alfred Kipketer | 7:08,40 CR |
| 2     | Polen              | Karol Konieczny Szymon Krawczyk Marcin Lewandowski Adam Kszczot                | 7:08,69 NR |
| 3     | Vereinigte Staaten | Michael Rutt Robby Andrews Brandon Johnson Duane Solomon                       | 7:09,06 SB |
| 4     | Australien         | Joshua Ralph Ryan Gregson Jordan Williamsz Jared West                          | 7:11,48 AR |
| 5     | Spanien            | Kevin López Luis Alberto Marco Alejandro Rodríguez Francisco Roldan            | 7:19,90 SB |
| 6     | Mexiko             | Bryan Martinez César Daniel Belman Christopher Sandoval José María Martínez    | 7:21,12 NR |
| 7     | Bermuda            | Shaquille Dill Aaron Evans Lamont Marshall Trey Simons                         | 7:21,87 NR |
| 8     | Slowenien          | Jozef Repcìk Jozef Pelikán Dušan Páleník Tomas Timoransky                      | 7:32,87 NR |

Datum: 24. Mai

### 4 × 1500 m Staffel
| Platz | Land               | Athleten                                                                         | Zeit (min)  |
| ----- | ------------------ | -------------------------------------------------------------------------------- | ----------- |
| 1     | Kenia              | Collins Cheboi Silas Kiplagat James Kiplagat Magut Asbel Kiprop                  | 14:22,22 WR |
| 2     | Vereinigte Staaten | Patrick Casey David Torrence Will Leer Leonel Manzano                            | 14:40,80 AR |
| 3     | Äthiopien          | Mekonnen Gebremedhin Soresa Fida Zebene Alemayehu Aman Wote                      | 14:41,22 NR |
| 4     | Australien         | Ryan Gregson Sam McEntee Collis Birmingham Jordan Williamsz                      | 14:46,04 NR |
| 5     | Spanien            | Adel Mechaal Álvaro Rodríguez Carlos Alonso Alberto Imedio                       | 15:00,69 SB |
| 6     | Polen              | Szymon Krawczyk Mateusz Demczyszak Marcin Lewandowski Adam Kszczot               | 15:05,70 SB |
| 7     | Katar              | Mohamad al-Garni Hashim Mohamed Salah Maaz Abdelrahman Shagag Abubaker Ali Kamal | 15:10,77 AR |

Datum: 25. Mai

## Frauen

### 4 × 100 m Staffel
| Platz | Land                   | Athletinnen                                                              | Zeit (s) |
| ----- | ---------------------- | ------------------------------------------------------------------------ | -------- |
| 1     | Vereinigte Staaten     | Tianna Bartoletta Alexandria Anderson Jeneba Tarmoh LaKeisha Lawson      | 41,88 CR |
| 2     | Jamaika                | Carrie Russell Kerron Stewart Schillonie Calvert Samantha Henry-Robinson | 42,28 SB |
| 3     | Trinidad und Tobago    | Kamaria Durant Michelle-Lee Ahye Reyare Thomas Kai Selvon                | 42,66    |
| 4     | Nigeria                | Gloria Asumnu Blessing Okagbare Dominique Duncan Francesca Okwara        | 42,67 SB |
| 5     | Vereinigtes Königreich | Asha Philip Bianca Williams Jodie Williams Desirèe Henry                 | 42,75 SB |
| 6     | Deutschland            | Yasmin Kwadwo Inna Weit Tatjana Lofamokanda Pinto Verena Sailer          | 43,38    |
| 7     | Brasilien              | Vanusa dos Santor Franciela Krasucki Evelyn dos Santos Rosângela Santos  | 43,67    |
| 8     | Frankreich             | Éloyse Lesueur Céline Distel-Bonnet Émilie Gaydu Stella Akakpo           | 43,76    |

Datum: 24. Mai

### 4 × 200 m Staffel
| Platz | Land                   | Athletinnen                                                               | Zeit (min) |
| ----- | ---------------------- | ------------------------------------------------------------------------- | ---------- |
| 1     | Vereinigte Staaten     | Shalonda Solomon Tawanna Meadows Bianca Knight Kimberlyn Duncan           | 1:29,45 CR |
| 2     | Vereinigtes Königreich | Desiree Henry Anyika Onuora Bianca Williams Asha Philip                   | 1:29,61 NR |
| 3     | Jamaika                | Simone Facey Sheri-Ann Brooks Anneisha McLaughlin Shelly-Ann Fraser-Pryce | 1:30,04 NR |
| 4     | Bahamas                | Sheniqua Ferguson Anthonique Strachan Nivea Smith Cache Armbrister        | 1:31,31 NR |
| 5     | Schweiz                | Mujinga Kambundji Léa Sprunger Joëlle Golay Fanette Humair                | 1:31,75 NR |
| 6     | Frankreich             | Mathilde Lagui Céline Distel-Bonnet Émilie Gaydu Sarah Goujon             | 1:32,33 SB |
| 7     | Nigeria                | Dominique Duncan Francesca Okwara Patience Okon George Regina George      | 1:33,71 NR |
|       | Trinidad und Tobago    | Michelle-Lee Ahye Reyare Thomas Kai Selvon Kamaria Durant                 | DNF        |

Datum: 25. Mai

### 4 × 400 m Staffel
| Platz | Land                   | Athletinnen                                                                                                  | Zeit (min) |
| ----- | ---------------------- | --- | ---------- |
| 1     | Vereinigte Staaten     | DeeDee Trotter Sanya Richards-Ross Natasha Hastings Joanna Atkins Im Vorlauf: Monica Hargrove, Jessica Beard | 3:21,73 CR |
| 2     | Jamaika                | Kaliese Spencer Novlene Williams-Mills Anastasia Le-Roy Shericka Jackson Im Vorlauf: Christine Day           | 3:23,26 SB |
| 3     | Nigeria                | Folashade Abugan Regina George Omolara Omotoso Patience Okon George Im Vorlauf: Bukola Abogunloko            | 3:23,41 SB |
| 4     | Frankreich             | Marie Gayot Lénora Guion-Firmin Agnès Raharolahy Floria Gueï Im Vorlauf: Estelle Perrossier                  | 3:25,84 SB |
| 5     | Polen                  | Małgorzata Hołub Patrycja Wyciszkiewicz Joanna Linkiewicz Justyna Święty Im Vorlauf: Agata Bednarek          | 3:27,37 SB |
| 6     | Italien                | Chiara Bazzoni Maria Enrica Spacca Elena Maria Bonfanti Libania Grenot                                       | 3:27,44 SB |
| 7     | Vereinigtes Königreich | Eilidh Child Shana Cox Christine Ohuruogu Margaret Adeoye Im Vorlauf: Emily Diamond                          | 3:28,03    |
| 8     | Brasilien              | Joelma Sousa Liliane Fernandes Jailma de Lima Geisa Aparecida Coutinho                                       | 3:31,59    |

Datum: 25. Mai

### 4 × 800 m Staffel
| Platz | Land               | Athletinnen                                                                | Zeit (min) |
| ----- | ------------------ | -------------------------------------------------------------------------- | ---------- |
| 1     | Vereinigte Staaten | Chanelle Price Geena Gall Ajeé Wilson Brenda Martinez                      | 8:01,58 CR |
| 2     | Kenia              | Agatha Jeruto Sylvia Chesebe Janeth Jepkosgei Busienei Eunice Jepkoech Sum | 8:04,28 AR |
| 3     | Russland           | Irina Maratschowa Jelena Kobelewa Tatjana Mjazina Swetlana Rogozina        | 8:08,19 SB |
| 4     | Australien         | Brittany McGowan Zoe Buckman Selma Kajan Melissa Duncan                    | 8:13,26 AR |
| 5     | Jamaika            | Yanique Malcolm Simoya Campbell Chrisann Gordon Natoya Goule               | 8:17,22 NR |
| 6     | Frankreich         | Justine Fedronic Clarisse Moh Lisa Blameble Rénelle Lamote                 | 8:17,54 NR |
| 7     | Rumänien           | Adelina Elena Tanasie Claudia Bobocea Florina Pierdevară Mihaela Nunu      | 8:23,12 SB |
| 8     | Mexiko             | Gabriela Medina Cristina Guevara Mariel Espinosa Arantza Hernández         | 8:24,45 NR |

Datum: 25. Mai

### 4 × 1500 m Staffel
| Platz | Land               | Athletinnen                                                       | Zeit (min)  |
| ----- | ------------------ | ----------------------------------------------------------------- | ----------- |
| 1     | Kenia              | Mercy Cherono Faith Kipyegon Irene Jelagat Hellen Obiri           | 16:33,58 WR |
| 2     | Vereinigte Staaten | Heather Kampf Katie Mackey Kate Grace Brenda Martinez             | 16:55,33 AR |
| 3     | Australien         | Zoe Buckman Bridey Delanay Brittany McGowan Melissa Duncan        | 17:08,65 AR |
| 4     | Rumänien           | Claudia Bobocea Florina Pierdevară Anca Maria Bunea Lenuța Simiuc | 17:51,48 NR |

Datum: 24. Mai